# کاموئلا کوپر سیرل
کاموئلا کوپر سیرل (انگلیسی: Kamuela Cooper Searle؛ ۲۹ اوت ۱۸۹۰ – ۱۴ فوریهٔ ۱۹۲۴) یک هنرپیشه، مجسمه‌ساز و نقاش اهل ایالات متحده آمریکا بود. عمده شهرت او بخاطر بازی در نقش «کوراک»، پسر تارزان و جین، در فیلم «پسر تارزان» (۱۹۲۰) است.

## زندگی‌نامهٔ هنری
او در جوانی، در سواحل وایکیکی، کارگردان نامدار سینما «سیسیل ب دومیل» را ملاقات کرد و سیسیل ب دومیل او را تشویق کرد تا به هالیوود برود و به کار سینما و بازیگری بپردازد. وی در جریان جنگ جهانی اول به نیروی زمینی ایالات متحده آمریکا پیوست و در فرانسه مجروح شد. پس از بازگشت از جبههٔ جنگ، نام «کاموئلا» را که تلفظ نام «ساموئل» در زبان محلی هاوایی است؛ برای خود اختیار کرد و در سال ۱۹۱۹ در فیلم «مذکر و مؤنث» به کارگردانی سیسیل ب دومیل بازی کرد. (که البته نامش در عنوان‌بندی این فیلم نیامده است.) نخستین فیلمی که نامش نیز در عنوان‌بندی آن آمده، جزیره هوس (۱۹۱۷) نام دارد.
شایعاتی درباره نحوه مرگ او وجود دارد که آن را به افتادن از فیل و جراحتِ حاصله از آن در صحنهٔ یک فیلم، منتسب می‌کنند. اگرچه در جریان آن سانحه، وی مجروح شد و چند سکانسِ آخرِ فیلم را با یک بدل‌کار، فیلم‌برداری کردند؛ اما کاموئلا کمی بعد بهبود یافت و حتی در سال ۱۹۲۱ در فیلمِ «خوش‌خیالی» به کارگردانی سیسیل ب دومیل بازی کرد. پس از آن، بازیگری را رها کرد و به مجسمه‌سازی و نقاشی پرداخت.
بنابه گفتهٔ برادرش، او در سن ۳۳ سالگی و در اثر ابتلاء به سرطان درگذشت.